# Pyropelta musaica
Pyropelta musaica là một loài ốc biển nhỏ, động vật thân mềm chân bụng sống ở biểns trong họ Pyropeltidae.